# Brissogne
Brissogne (arpità Bréssogne) és un municipi italià, situat a la regió de Vall d'Aosta. L'any 2007 tenia 977 habitants. Limita amb els municipis de Charvensod, Cogne, Pollein, Quart, Saint-Marcel

## Administració

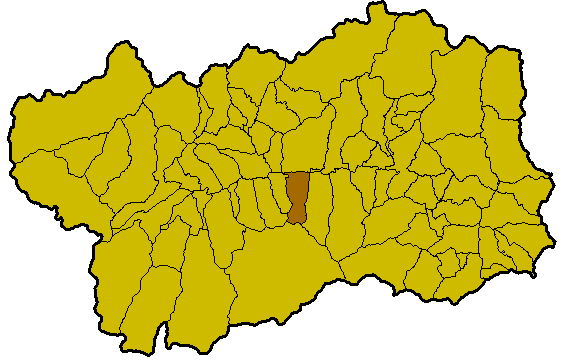
Situació de Brissogne a la Vall

| Període | Identitat    | Partit        |
| ------- | ------------ | ------------- |
| 2005-   | Italo Cerise | Llista cívica |